# Colégio Técnico de Limeira
Colégio Técnico de Limeira (COTIL) é uma instituição de ensino médio e técnico pública estadual brasileira, com sede em Limeira, em São Paulo, subordinado à Universidade Estadual de Campinas (Unicamp). O colégio oferece ensino médio regular, ensino médio integrado a curso técnico, curso técnico regular e especialização técnica. Os cursos oferecidos pelo Cotil abrangem os seguintes eixos tecnológicos: ambiente e saúde, tecnologia da informação, controle e processos industriais, infraestrutura e, gestão e negócios.

## História
O Colégio Técnico de Limeira (COTIL), vinculado à Universidade Estadual de Campinas (UNICAMP), foi criado pela Lei Estadual nº 7.655, de 1962, e instalado em 1967. Inicialmente denominado Colégio Técnico e Industrial de Limeira, iniciou suas atividades no Ginásio Estadual Industrial Trajano Camargo, mudando-se para o campus da UNICAMP em Limeira em 1973.
O COTIL ofereceu seu primeiro curso técnico em Máquinas e Motores, expandindo-se nos anos seguintes com formações em Edificações (1969), Estradas (1970), Enfermagem (1974) e Processamento de Dados (1992), entre outros. Passou por diversas reestruturações, incluindo a substituição de cursos e mudanças nos nomes das formações oferecidas.
Em 2021, adaptou-se ao Novo Ensino Médio e implementou um programa de cotas étnico-raciais e sociais, destinando 70% das vagas para alunos de escolas públicas. Atualmente, oferece cursos técnicos integrados e concomitantes/subsequentes ao Ensino Médio nas áreas de Desenvolvimento de Sistemas, Edificações, Enfermagem, Geodésia e Cartografia, Mecânica e Qualidade.

## Ingresso
Assim como na universidade da qual o colégio faz parte, o ingresso de novos alunos no colégio da Unicamp é realizado por meio de processo seletivo que acontece anualmente. A prova é composta por 40 questões de múltipla escolha e uma redação.